# Skeppsholmsbron
Skeppsholmsbron är en bro i Stockholm som går mellan halvön Blasieholmen på Norrmalm och Skeppsholmen.
Den första bron på platsen uppfördes 1638-1640 och bekostades av amiralitetet. Denna bro var av trä, stod på pålar och var försedd med en vindbrygga. År 1765 försågs Skeppsholmsbron med en ny vindbrygga. 1789 togs vindbryggan bort och ersattes med en klaff vid brons norra del. En slussavgift infördes som tillföll Galäreskaderns kassa och som kom att användas till brons reparationer.
Bron, som även kallades Holmbron, förstördes i en brand år 1822. Efter branden användes en provisorisk flottbro. Provisoriet fanns kvar till 1861, då den ersattes av nuvarande konstruktion som bekostades av staten. Bron är en stålkonstruktion i fem fack med en total längd av 165 meter, bredden är ungefär 9,5 (körbanan 5,5 meter och två gångbanor à 2 meter). Denna bro tillverkades av Motala Verkstad och uppvisade redan efter 15 år vissa förskjutningar som gjorde att den blev krokig. Den rätades upp och kompletterades med diagonalstag som saknades. I början på 1950- och 1980-talen utfördes ytterligare förstärkningsarbeten. Mötande fordonstrafik på bron är ej möjligt och trafiken är reglerad med trafiksignaler. Broräcket är smyckat med gyllene kronor, som ibland blir till turistsouvenirer.
Regeringen beslutade 1935 att Skeppsholmsbron tillsammans med andra byggnadsverk på Blasieholmen och Kastellholmen skulle klassas som statligt byggnadsminne. Detta innebar att bron inte fick flyttas, rivas eller byggas om till sitt yttre. Detta förhållande kom att ifrågasättas och ändras på 1990-talet. Statens fastighetsverk skrev 1997 att "Smidesjärnskonstruktionen är svårt sönderrostad och flera oberoende experter som Fastighetsverket anlitat har konstaterat att den inte går att rädda. Även om man i framtiden bara skulle tillåta gångtrafik över bron så skulle den ändå behöva demonteras i sina minsta beståndsdelar och sedan återsättas i hop med mer än hälften av stålkonstruktionen utbytt. Det skulle innebära ett oerhört tidskrävande arbete som knappast ens går att kostnadsberäkna." En ny bro projekterades och skulle ersätta den gamla. Stora protester mot rivningen gjorde dock att beslutet ändrades och den gamla bron restaurerades.

## Bilder

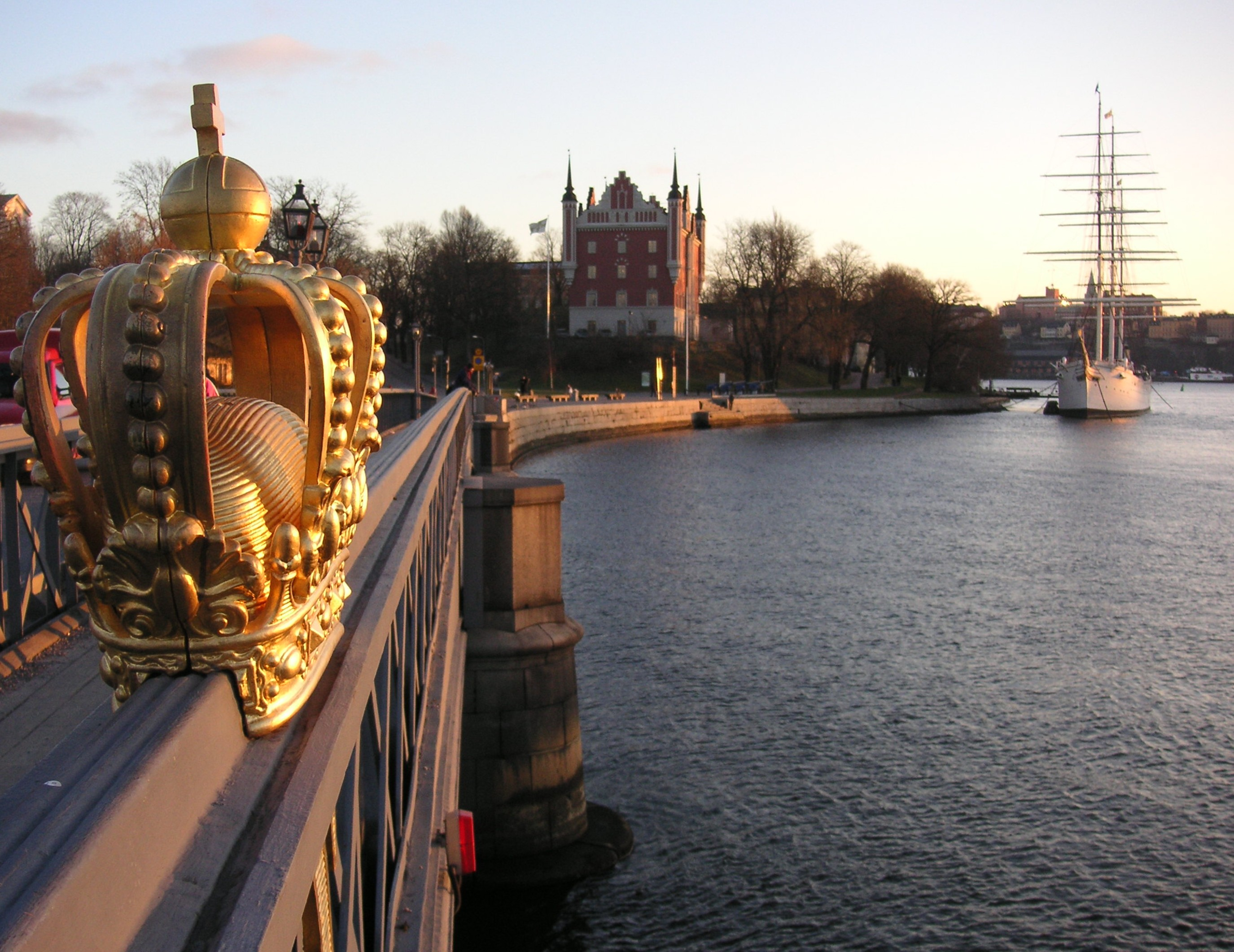
Skeppsholmsbron, utsikt mot Amiralitetshuset och af Chapman
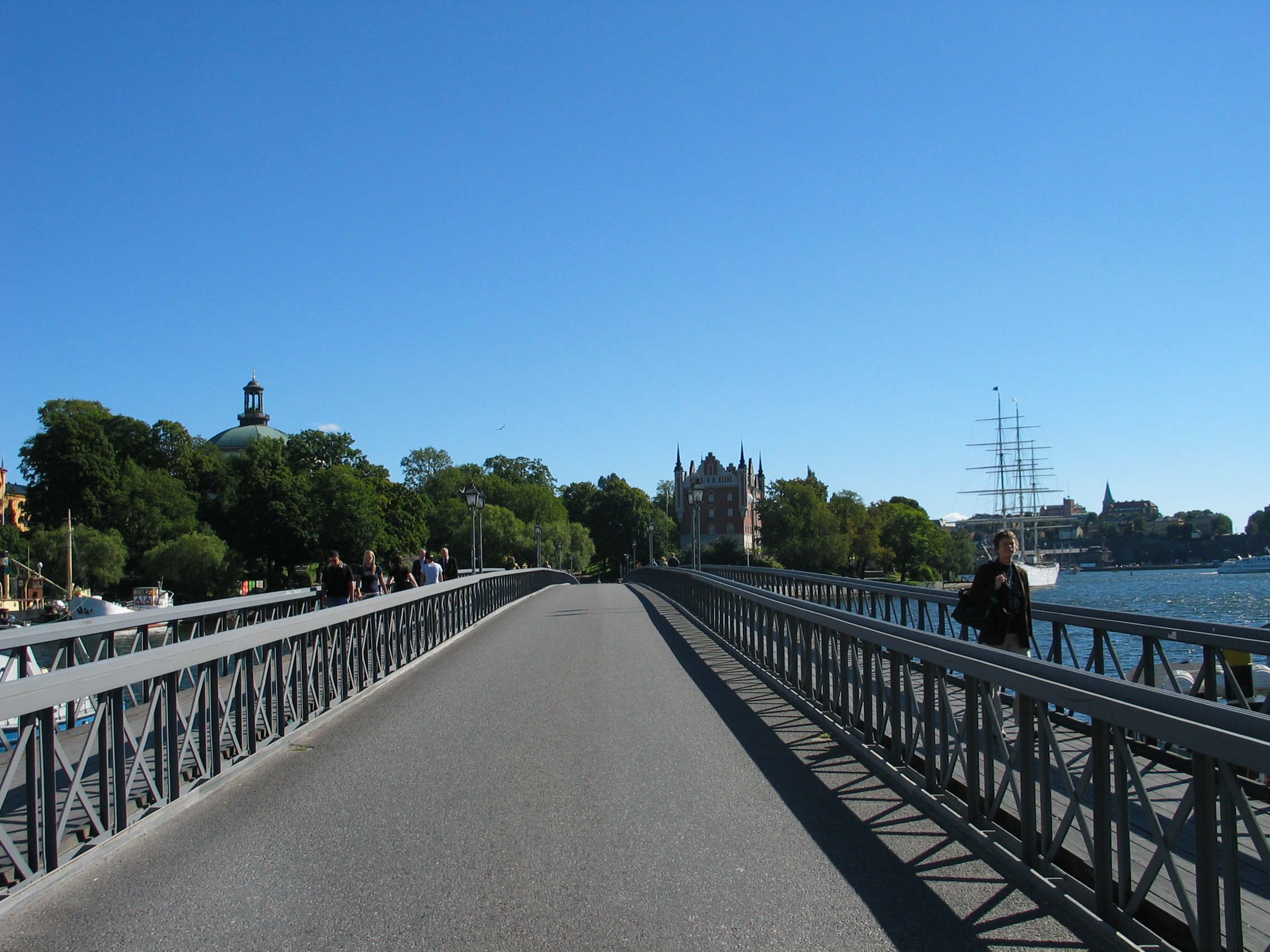
Skeppsholmsbron, bilväg
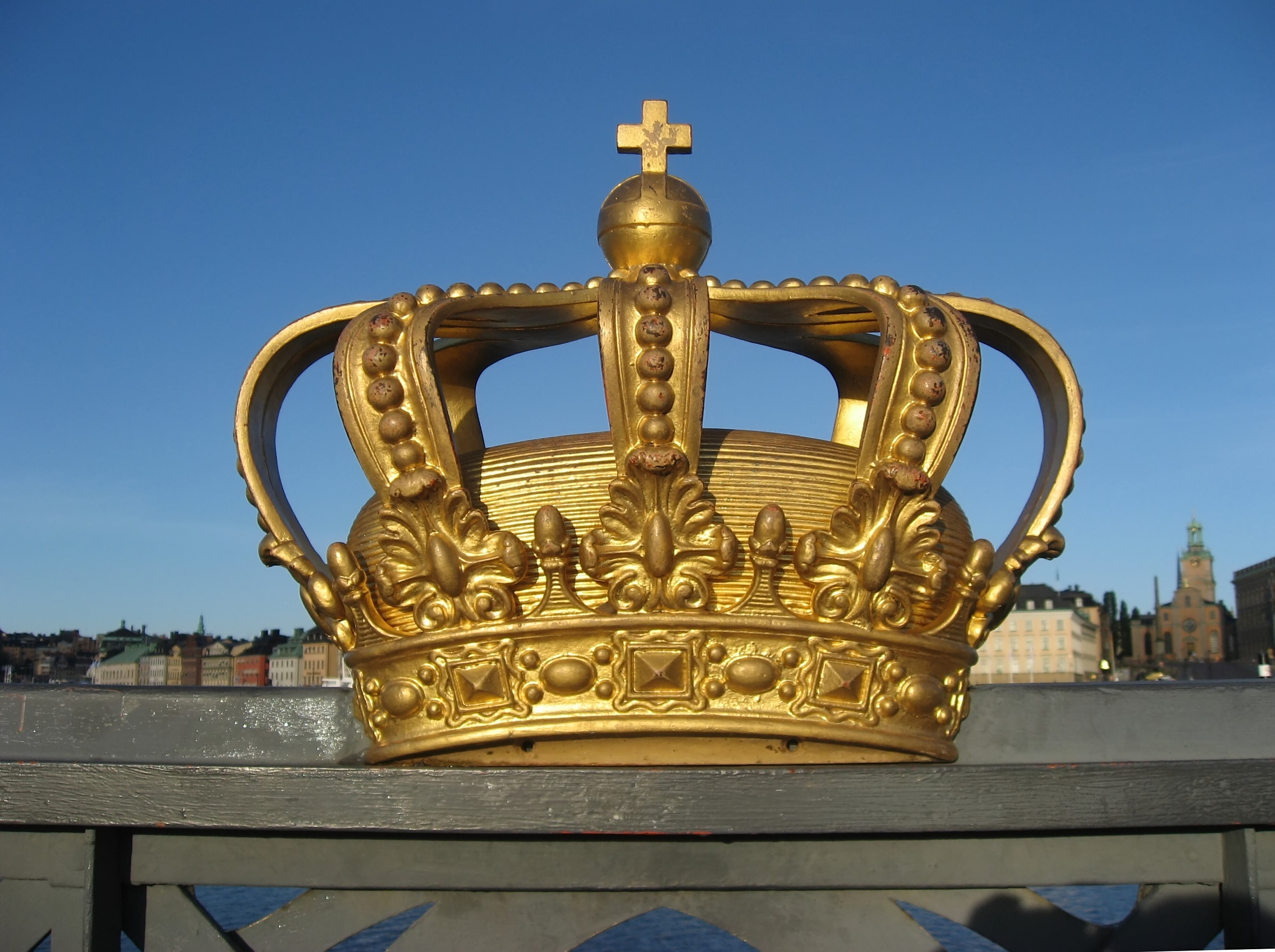
Kronan mitt på Skeppsholmsbron
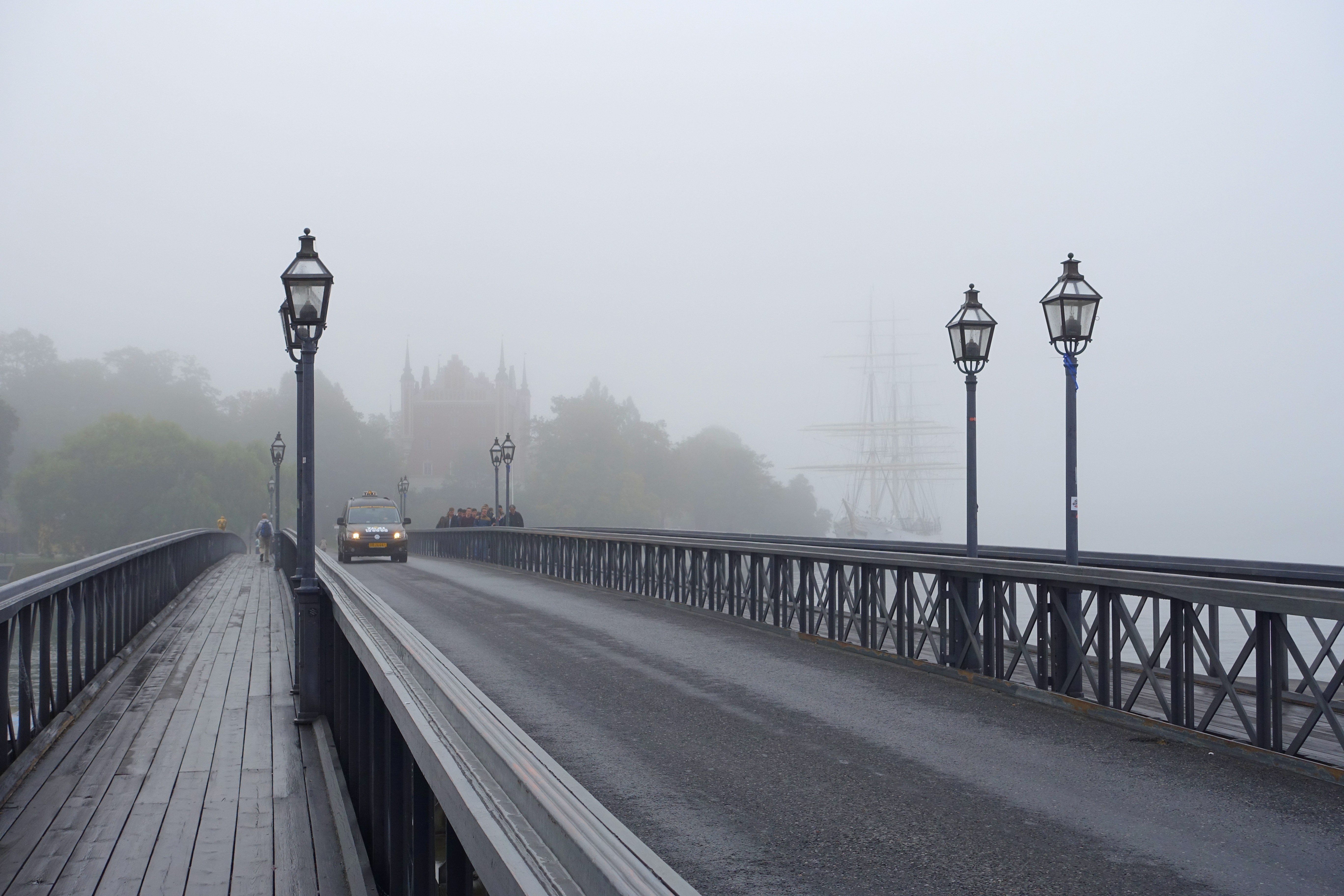
Skeppsholmsbron i dimman, gångväg till vänster och bilväg
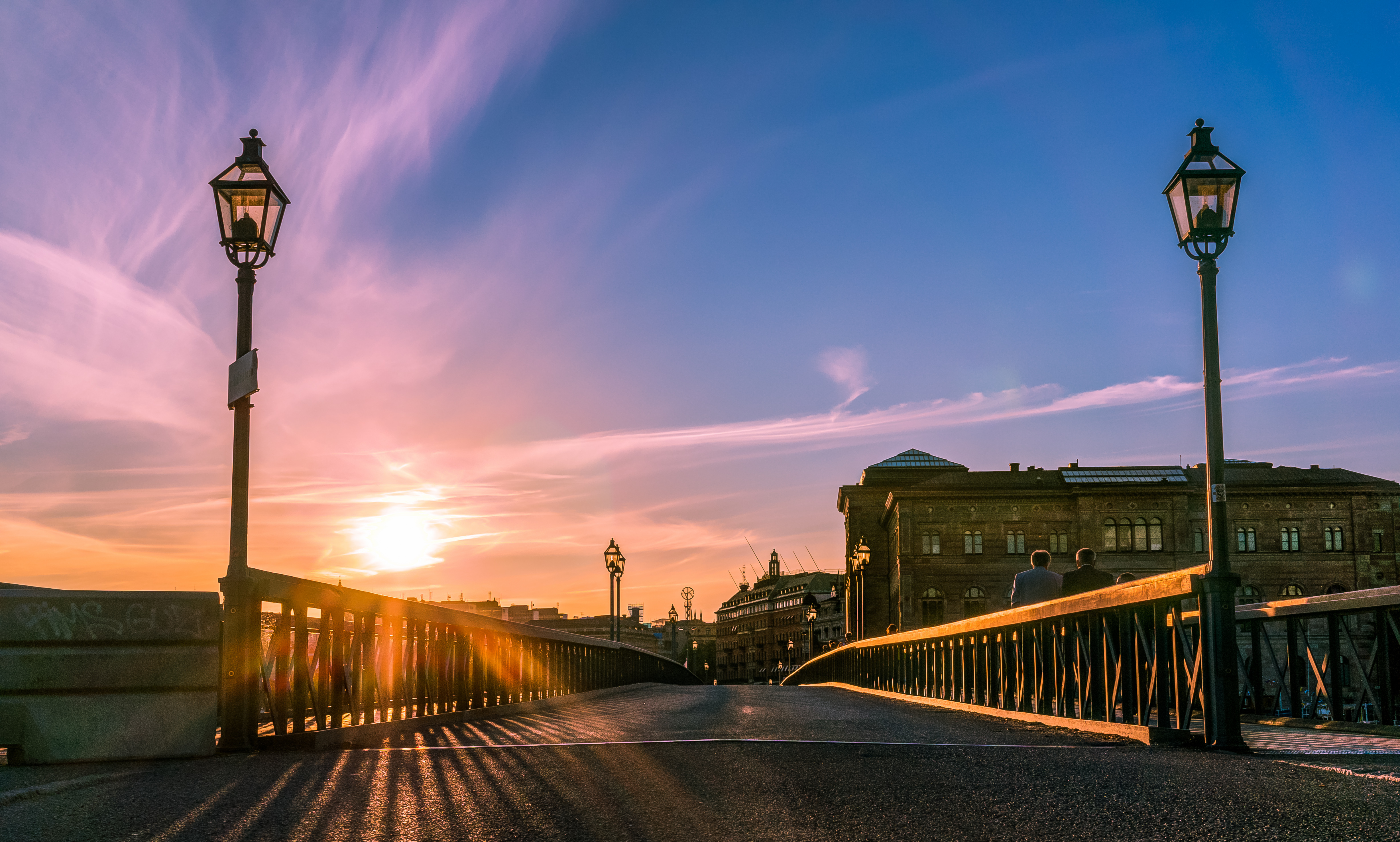
Skeppsholmsbron i solnedgång, mot Blasieholmen, Nationalmuseum till höger